# Bårslövs socken
Bårslövs socken i Skåne ingick i Luggude härad, ingår sedan 1971 i Helsingborgs kommun och motsvarar från 2016 Bårslövs distrikt.
Socknens areal är 13,40 kvadratkilometer varav 13,32 land. År 2000 fanns här 2 625 invånare. En del av tätorten Gantofta, orten Görarp samt tätorten Bårslöv med sockenkyrkan Bårslövs kyrka ligger i socknen.

## Administrativ historik
Socknen har medeltida ursprung med en kyrka från 1100-talet. 
Vid kommunreformen 1862 övergick socknens ansvar för de kyrkliga frågorna till Bårslövs församling och för de borgerliga frågorna bildades Bårslövs landskommun. Landskommunen uppgick 1952 i Vallåkra landskommun som 1971 uppgick i Helsingborgs kommun. Församlingen uppgick 2010 i Kvistofta församling.
1 januari 2016 inrättades distriktet Bårslöv, med samma omfattning som församlingen hade 1999/2000.  
Socknen har tillhört län, fögderier, tingslag och domsagor enligt vad som beskrivs i artikeln Luggude härad. De indelta soldaterna tillhörde Norra skånska infanteriregementet, Luggude kompani och Skånska husarregementet, Fjerrestads skvadron, Majorns kompani.

## Geografi
Bårslövs socken ligger sydost om Helsingborg med Råån i söder. Socknen är en odlad slättbygd.
På 1800-talet omfattade socknen socken byarna Bårslöv, Görarp, Tullstorp, Attarp och Ödelycke.

## Fornlämningar
Boplatser och en dös från stenåldern är funna. Från bronsåldern finns gravhögar.

## Befolkningsutveckling
| Befolkningsutvecklingen i Bårslövs socken 1571-2000 | Befolkningsutvecklingen i Bårslövs socken 1571-2000 | Befolkningsutvecklingen i Bårslövs socken 1571-2000 | Befolkningsutvecklingen i Bårslövs socken 1571-2000 | Befolkningsutvecklingen i Bårslövs socken 1571-2000 |
| --------------------------------------------------- | --------------------------------------------------- | --------------------------------------------------- | --------------------------------------------------- | --------------------------------------------------- |
|                                                     |                                                     |                                                     |                                                     |                                                     |
| År                                                  |                                                     |                                                     | Invånare                                            |                                                     |
| 1571                                                | 1571                                                |                                                     | 1921                                                | 1921                                                |
| 1620                                                | 1620                                                |                                                     | 2411                                                | 2411                                                |
| 1699                                                | 1699                                                |                                                     | 1941                                                | 1941                                                |
| 1718                                                | 1718                                                |                                                     | 2191                                                | 2191                                                |
|                                                     |                                                     |                                                     |                                                     |                                                     |
| 1810                                                | 1810                                                |                                                     | 455                                                 | 455                                                 |
| 1820                                                | 1820                                                |                                                     | 642                                                 | 642                                                 |
| 1830                                                | 1830                                                |                                                     | 669                                                 | 669                                                 |
| 1840                                                | 1840                                                |                                                     | 807                                                 | 807                                                 |
| 1850                                                | 1850                                                |                                                     | 892                                                 | 892                                                 |
| 1860                                                | 1860                                                |                                                     | 841                                                 | 841                                                 |
| 1870                                                | 1870                                                |                                                     | 791                                                 | 791                                                 |
| 1880                                                | 1880                                                |                                                     | 779                                                 | 779                                                 |
| 1890                                                | 1890                                                |                                                     | 624                                                 | 624                                                 |
| 1900                                                | 1900                                                |                                                     | 585                                                 | 585                                                 |
| 1910                                                | 1910                                                |                                                     | 532                                                 | 532                                                 |
| 1920                                                | 1920                                                |                                                     | 593                                                 | 593                                                 |
| 1930                                                | 1930                                                |                                                     | 570                                                 | 570                                                 |
| 1940                                                | 1940                                                |                                                     | 525                                                 | 525                                                 |
| 1950                                                | 1950                                                |                                                     | 551                                                 | 551                                                 |
| 1960                                                | 1960                                                |                                                     | 585                                                 | 585                                                 |
| 1970                                                | 1970                                                |                                                     | 1 066                                               | 1 066                                               |
| 1980                                                | 1980                                                |                                                     | 2 225                                               | 2 225                                               |
| 1990                                                | 1990                                                |                                                     | 2 819                                               | 2 819                                               |
| 2000                                                | 2000                                                |                                                     | 2 625                                               | 2 625                                               |
|                                                     |                                                     |                                                     |                                                     |                                                     |
| 1 Beräknad folkmängd                                |                                                     |                                                     |                                                     |                                                     |

## Namnet
Namnet skrevs i början av 1200-talet Bareslefh och kommer från kyrkbyn. Efterleden är löv, 'arvegods'. Förleden är troligen ett mansnamn, oklart vilket..